# Synagoga w Obrzycku
Synagoga w Obrzycku – synagoga znajdująca się w Obrzycku przy ulicy dr Edmunda Kruppika 5.
Synagoga została zbudowana około 1843 roku. Podczas II wojny światowej hitlerowcy zdewastowali synagogę. Po zakończeniu wojny budynek przebudowano na kino z częściowym zachowaniem dawnego wystroju zewnętrznego. Od kilku lat stoi opuszczona. Władze miasta starają się przejąć budynek od powiatu szamotulskiego i zaadaptować go na centrum kultury.
O synagodze przypomina tablica pamiątkowa umieszczona na jednej ze ścian budynku. Jej treść brzmi: Budowla z XIX w. Do czasu wybuchu II wojny światowej synagoga żydowska.

## Galeria

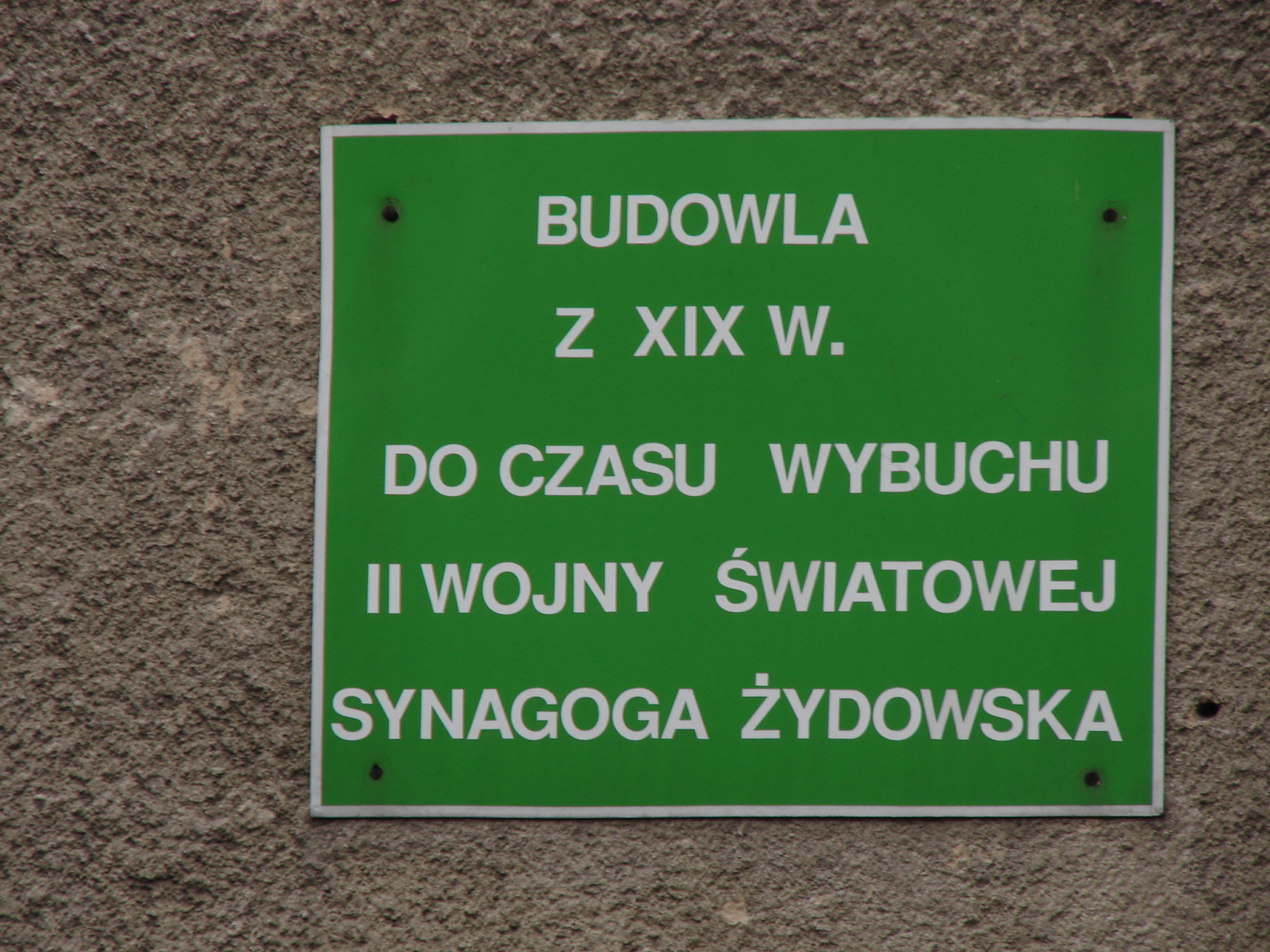
Tablica pamiątkowa
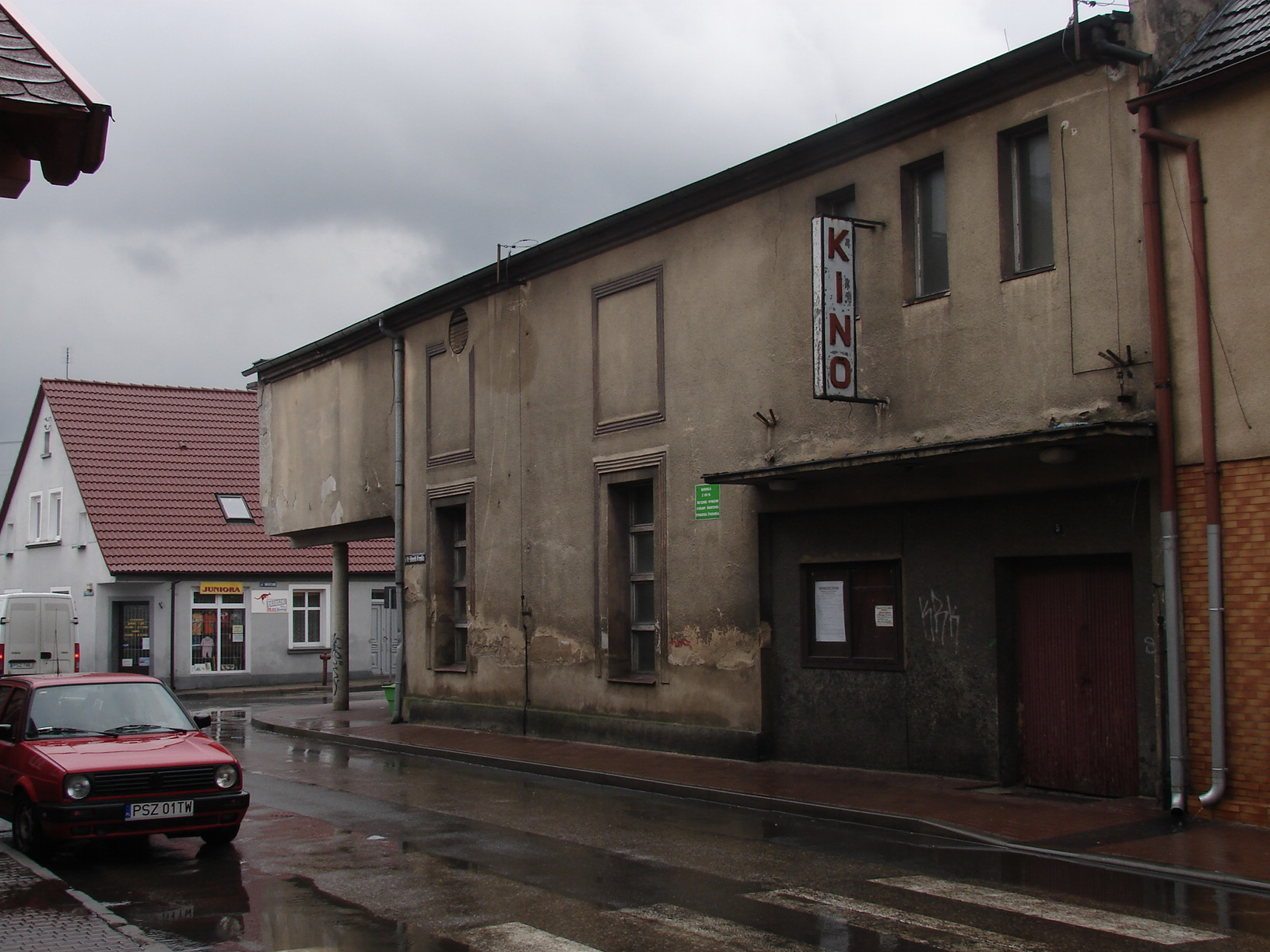
Synagoga
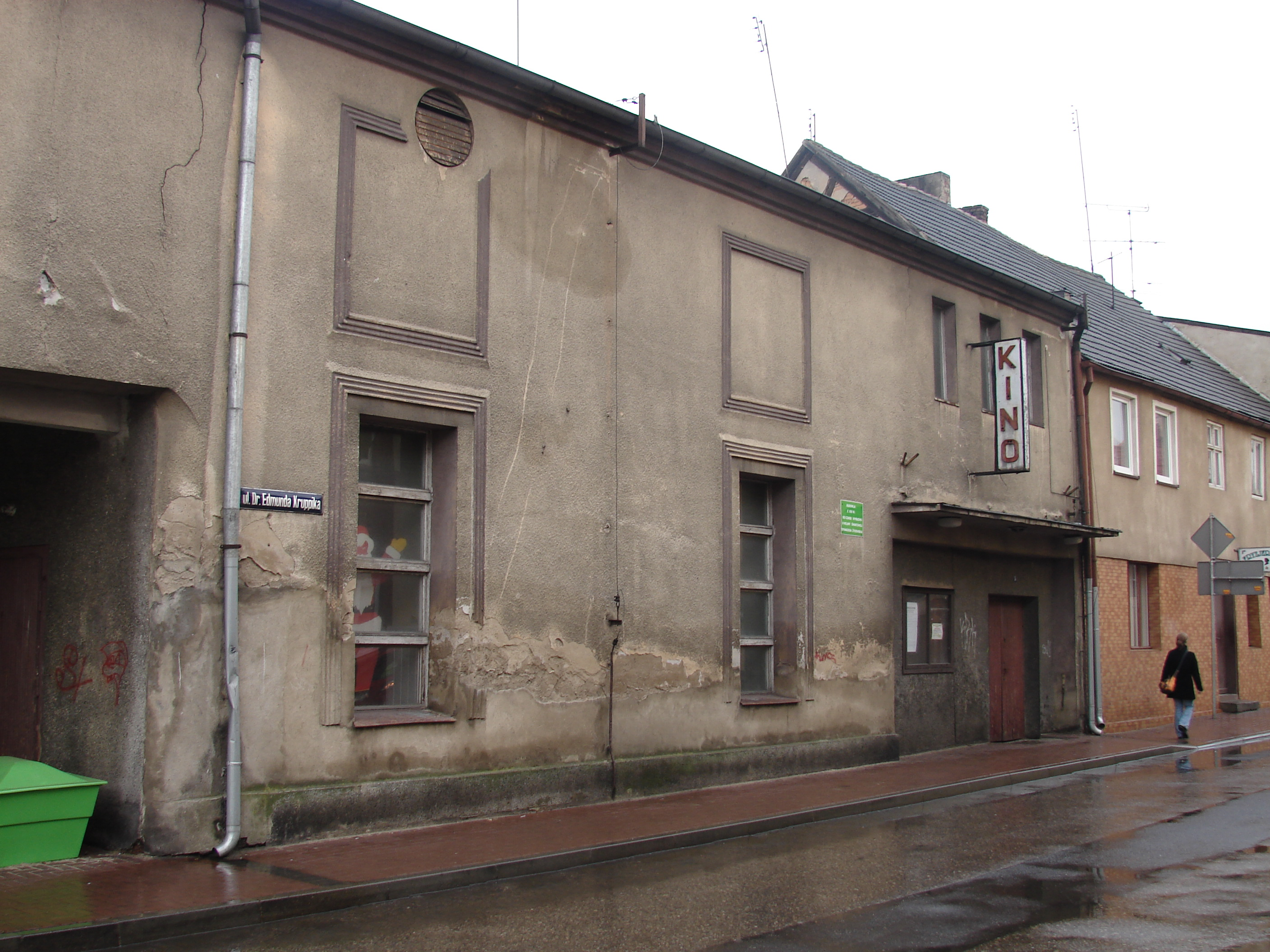
Synagoga